# Graham Allen (Fußballspieler, 1932)
Graham Frederick Allen (* 30. August 1932 in Walsall; † September 2017 ebenda) war ein englischer Fußballspieler.

## Karriere
Der Amateurspieler Allen kam Anfang April 1954 für das Reserveteam des FC Walsall in der Birmingham & District League zum Einsatz und erzielte beim 3:2-Erfolg gegen Brierley Hill Alliance zwei Treffer. Daraufhin debütierte er am 16. April 1954 bei einer 1:3-Niederlage gegen Southend United in der Football League Third Division South und erzielte in der 53. Minute per Linksschuss aus etwa 18 Metern den Treffer zum Endstand. Mit seinem Einsatz wurde er der 14. Walsall-Spieler im Saisonverlauf, der als Mittelstürmer aufgeboten wurde.  Am letzten Saisonspieltag gegen den FC Gillingham (Endstand 1:1) folgte sein zweiter und letzter Auftritt, beide Male ersetzte er Len Davis, der auf die Halbstürmerpositionen auswich. Walsall beendete die Saison als Tabellenletzter auf dem 24. Rang.